# Sorlaci
Sorlaci es una población rural de la municipalidad de Foča-Ustikolina, en Bosnia y Herzegovina.

## Demografía
Hasta 1991 la población era de 150 habitantes.